# KStars
KStars is een vrij planetariumprogramma voor KDE. Het bestaat uit een accurate weergave van de nachtelijke hemel, gezien vanaf elke plaats op de wereld op eender welk moment. Het programma bevat 126.000 sterren, 13.000 objecten buiten de Melkweg, de 88 sterrenbeelden, alle 8 planeten van het zonnestelsel, de Zon, de Maan, Pluto en duizenden kometen, planetoïden en andere objecten. KStars wordt ontwikkeld door het KDE Education Project.

## Functies
- Zicht vanuit eender welke plaats in de wereld
- Mogelijkheid om het beeld aan te passen aan elke mogelijke datum, tot 5000 jaar in de toekomst of verleden
- Mogelijkheid om in te zoomen op objecten en zo het gebruik van een telescoop te simuleren
- Bij het klikken op een object worden er informatie, beelden en internetlinks getoond over het betreffende object
- Functie die aangeeft wat er die dag duidelijk te zien is vanuit iemands locatie
- Exacte coördinaten van elk object
- Mogelijkheid om observaties op te nemen
- Mogelijkheid om te tijd te versnellen of te vertragen
- Mogelijkheid om een digitale telescoop vanuit KStars te bedienen, zelfs over het internet
- Uitbreidbaar met scripts en plug-ins

## Trivia
- Kstars is standaard opgenomen onder de educatieve programma's op de Knoppix-dvd-versie 6.1 (februari 2009).